# Costa Rica en los Juegos Paralímpicos de Tokio 2020
Costa Rica está representada en los Juegos Paralímpicos de Tokio 2020 por nueve deportistas, siete hombres y dos mujeres.

## Medallistas
El equipo paralímpico costarricense obtuvo las siguientes medallas:
| Nombre        | Deporte   | Evento              |
| ------------- | --------- | ------------------- |
| Oro           |           |                     |
| Sherman Guity | Atletismo | 200 m T64 masculino |
| Plata         |           |                     |
| Sherman Guity | Atletismo | 100 m T64 masculino |
| Bronce        |           |                     |
| —             |           |                     |